# Che cosa dovrebbe fare la Russia con l'Ucraina
Che cosa dovrebbe fare la Russia con l'Ucraina (in russo Что Россия должна сделать с Украиной?, Čto Rossija dolžna sdenat' s Ukrainoj) è un articolo pubblicato il 3 aprile 2022 dall'agenzia di stampa statale russa RIA Novosti, a firma di Timofej Sergejcev. L'articolo esprime l'opinione secondo cui sarebbe necessaria la completa distruzione dell'Ucraina come stato (debellatio), in un contesto motivazionale che mette in dubbio la stessa legittimità valoriale del sostenere l'identità nazionale ucraina.
È stato pubblicato nel contesto dell'invasione russa dell'Ucraina allora in corso, lo stesso giorno in cui sono stati scoperti i cadaveri di dozzine di civili dopo la ritirata delle forze russe dalla città ucraina di Buča.
L'articolo ha suscitato critiche e indignazione internazionali e, stante la sua riconducibilità da un organo russo di informazione statale, ha alimentato l'accusa della presenza di intenti genocidiari nell'aggressione russa all'Ucraina.

## Contenuto
L'articolo (tradotto integralmente anche in italiano) propugna la rimozione della cultura ucraina e la "rieducazione" su larga scala degli ucraini nei territori occupati dalla Russia durante l'invasione dell'Ucraina del 2022. L'autore insiste sul fatto che l'etnocentrismo dell'Ucraina è una perversione artificiale, che l'esistenza dell'Ucraina è "impossibile" come stato-nazione e che la stessa parola "Ucraina" non dovrebbe esistere. Secondo l'autore, l'Ucraina dovrebbe essere smantellata e sostituita con diversi stati sotto il diretto controllo della Russia. Aggiunge che anche la "componente etnica dell'autoidentificazione" dell'Ucraina sarebbe superata dopo la sua occupazione da parte della Russia.
L’autore definisce letteralmente l’identità etnica dell’Ucraina come una “esagerazione artificiale su grande scala della componente etnica nell’autoidentificazione della popolazione dei territori storici della piccola Russia e della Nuova Russia; che i tentativi di «costruzione» dell’Ucraina hanno indubbiamente condotto al nazismo; che “l’ucrainità è una costruzione artificiale antirussa che non ha proprio contenuto di civiltà; è un elemento subordinato a una civiltà straniera e contro natura. Indica l’Occidente come ideatore di tale «invenzione» nonché come lo «sponsor» e la fonte del suo “nazismo”.
L'autore afferma che "molto probabilmente la maggioranza" dei civili ucraini sono nazisti che "tecnicamente" non possono essere puniti come criminali di guerra, ma possono essere soggetti a "denazificazione". Afferma che gli ucraini devono "assimilare l'esperienza" della guerra "come lezione storica ed espiazione per la loro colpa". Dopo la guerra, la rieducazione, la reclusione e la pena di morte sarebbero una possibile punizione da infliggere, prima che la popolazione sia "integrata" nella "civiltà russa". L'autore descrive le azioni pianificate dalla Russia come una "decolonizzazione" dell'Ucraina.

## Autore
L'autore del testo, Timofej Sergejcev (in russo Тимофей Сергейцев?), ha svolto attività di consulente per Viktor Pinčuk dal 1998 al 2000, inclusa la campagna elettorale di Pinčuk nel 1998 in Ucraina, ed è stato membro del consiglio di amministrazione di Interpipe Group. Nel 1999 ha lavorato per la campagna presidenziale dell'allora presidente in carica dell'Ucraina Leonid Kučma. Nel settembre 2004 è stato consulente di Viktor Janukovyč. Nel 2010 ha lavorato con Arsenij Jacenjuk.
Nel 2012, Sergejcev ha co-prodotto il film russo Matč, criticato per l'ucrainofobia e, due anni dopo, bandito dal territorio dell'Ucraina come propaganda.
Secondo Der Tagesspiegel, Sergejcev sostiene che il partito politico pro-Putin "Piattaforma civica" sia finanziato da uno degli oligarchi della cerchia ristretta di Putin. Secondo Euractiv, Sergejcev è "uno degli ideologi del moderno fascismo russo".

## Reazioni
Dmitrij Medvedev, vicepresidente del Consiglio di sicurezza della Russia, ha ribadito i punti principali dell'articolo pochi giorni dopo la sua pubblicazione. Secondo Medvedev, "un segmento appassionato della società ucraina ha invocato il Terzo Reich"; l'Ucraina perciò - secondo l'articolo da lui pubblicato su Telegram - dovrebbe essere "denazificata" e il risultato sarà un crollo dell'Ucraina come Stato. Medvedev afferma in conclusione che il crollo è un percorso verso "l'Eurasia aperta da Lisbona a Vladivostok".
Il presidente dell'Ucraina Volodymyr Zelens'kyj ha invece affermato che l'articolo è la prova dei piani della Federazione Russa di compiere un genocidio di cittadini ucraini, Ha osservato, per denotare il genocidio degli ucraini, che nell'articolo sono stati utilizzati i termini "de-ucrainizzazione" e "de-europeizzazione". A suo avviso, questa è una delle prove per un futuro tribunale contro i crimini di guerra russi in Ucraina.
Secondo un rappresentante dell'Ucraina ai negoziati di pace russo-ucraini, Mychajlo Podoljak, l'articolo è un appello ufficiale per omicidi di massa di ucraini a causa della loro etnia e dovrà essere considerato, in quanto tale, dai tribunali penali internazionali.
Il deputato del Bundestag Thomas Heilmann ha intentato una causa contro l'autore dell'articolo, sostenendo che esso potrebbe costituire una violazione della Convenzione sulla prevenzione e la punizione del genocidio.

## Analisi
Secondo Mika Aaltola, direttore dell'Istituto finlandese per gli affari internazionali, l'articolo mostra che la propaganda di guerra russa "si sviluppa in una direzione preoccupante".
Secondo Meduza, l'articolo è "essenzialmente un progetto per il genocidio" degli ucraini.
Secondo l'esperto di Oxford di affari russi, Samuel Ramani, l'articolo "rappresenta il pensiero tradizionale del Cremlino".
Lo storico americano Timothy Snyder ha scritto che il testo "sostiene l'eliminazione del popolo ucraino in quanto tale". In seguito egli ha notato che vi si utilizza una definizione speciale della parola "nazista": "un nazista è un ucraino che rifiuta di ammettere di essere russo". A suo avviso, l'articolo rivela l'intento genocidiario della Russia.